# Sala Pod Zodiakiem na Wawelu

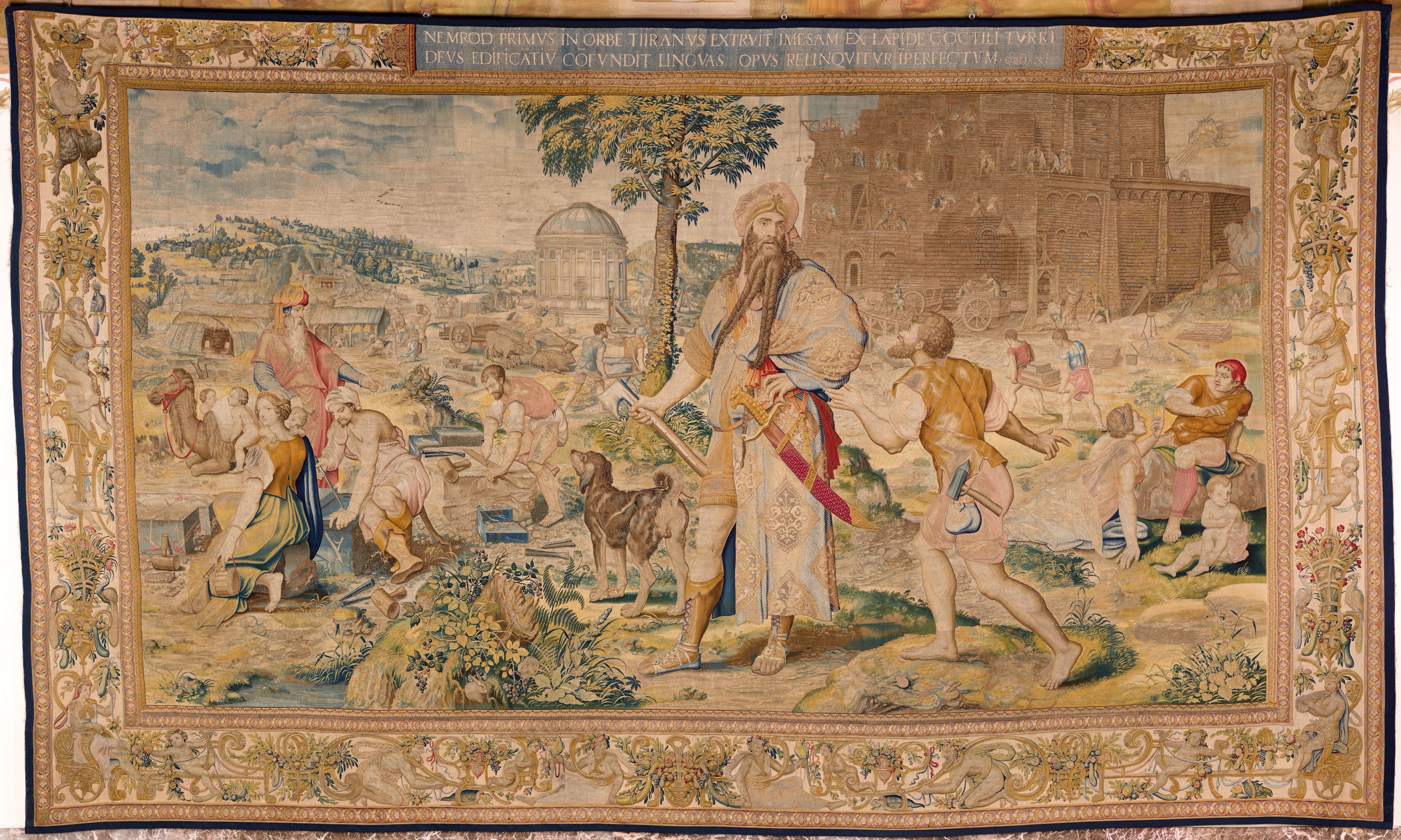
Budowa wieży Babel

Sala pod Zodakiem – pomieszczenie Zamku Królewskiego na wzgórzu wawelskim w Krakowie. Obecnie wchodzi w skład ekspozycji Reprezentacyjnych Komnat Królewskich. Znajduje się na drugim piętrze, we wschodnim skrzydle zamku, pomiędzy Salą Poselską a Salą Pod Planetami.
Strop kasetonowy, przedstawiający malowane znaki astronomiczne, stworzony przez Hansa Dürera przed 1534 r., spłonął w 1702 r. Obecny fryz namalował Leonard Pękalski w 1929 r. i przedstawia charakter ludzi spod danego znaku zodiaku.
W Sali pod Zodiakiem znajdują się następujące arrasy wawelskie z serii "Dzieje Wieży Babel"